# Culbertson (Montana)
Culbertson é uma cidade  localizada no estado americano de Montana, no Condado de Roosevelt.

## Demografia
Segundo o censo americano de 2000, a sua população era de 716 habitantes.
Em 2006, foi estimada uma população de 714, um decréscimo de 2 (-0.3%).

## Geografia
De acordo com o United States Census Bureau tem uma área de
1,5 km², dos quais 1,5 km² cobertos por terra e 0,0 km² cobertos por água. Culbertson localiza-se a aproximadamente 589 m acima do nível do mar.

## Localidades na vizinhança
O diagrama seguinte representa as localidades num raio de 40 km ao redor de Culbertson.